# Szuzuki Jaszuhito
Szuzuki Jaszuhito (Oszaka, 1959. december 19. –) japán válogatott labdarúgó.
A japán U20-as válogatott tagjaként részt vett az 1979-es ifjúsági labdarúgó-világbajnokságon.

## Statisztika
| Japán válogatott | Japán válogatott | Japán válogatott |
| Időszak          | Mérk.            | gól              |
| ---------------- | ---------------- | ---------------- |
| 1980             | 4                | 0                |
| Összesen         | 4                | 0                |